# مسرت دفار
مِسرِت دِفار تولا (به امهری: መሰረት ደፋር)‏ (متولد ۱۹ نوامبر ۱۹۸۳ در آدیس آبابا) بانوی دوندهٔ دوهای استقامت اهل اتیوپی است که دو مدال طلا و یک مدال برنز المپیک در دو ۵۰۰۰ متر، دو مدال طلا، یک نقره و دو برنز قهرمانی جهان در همین رشته و ۴ مدال طلا و یک نقره و یک برنز قهرمانی داخل سالن جهان در دو ۳۰۰۰ متر را کسب کرده‌است.
وی از سال ۲۰۰۶ تا ۲۰۰۸ رکورددار دو ۵۰۰۰ متر بود تا اینکه در این سال رکورد او توسط هموطنش تیرونش دیبابا شکسته شد. دفار همچنان رکورد جهانی دوهای داخل سالن ۵۰۰۰ متر، ۳۰۰۰ متر و دو مایل را در اختیار دارد وی بین سال‌های ۲۰۰۴ تا ۲۰۱۰ در تمامی دوره‌های قهرمانی داخل سالن جهان قهرمان دو ۳۰۰۰ متر شد.
دفار در سال ۲۰۰۷ از سوی فدراسیون بین‌المللی دو و میدانی به عنوان بهترین ورزشکار زن دو و میدانی جهان انتخاب شد.

## رکوردهای شخصی

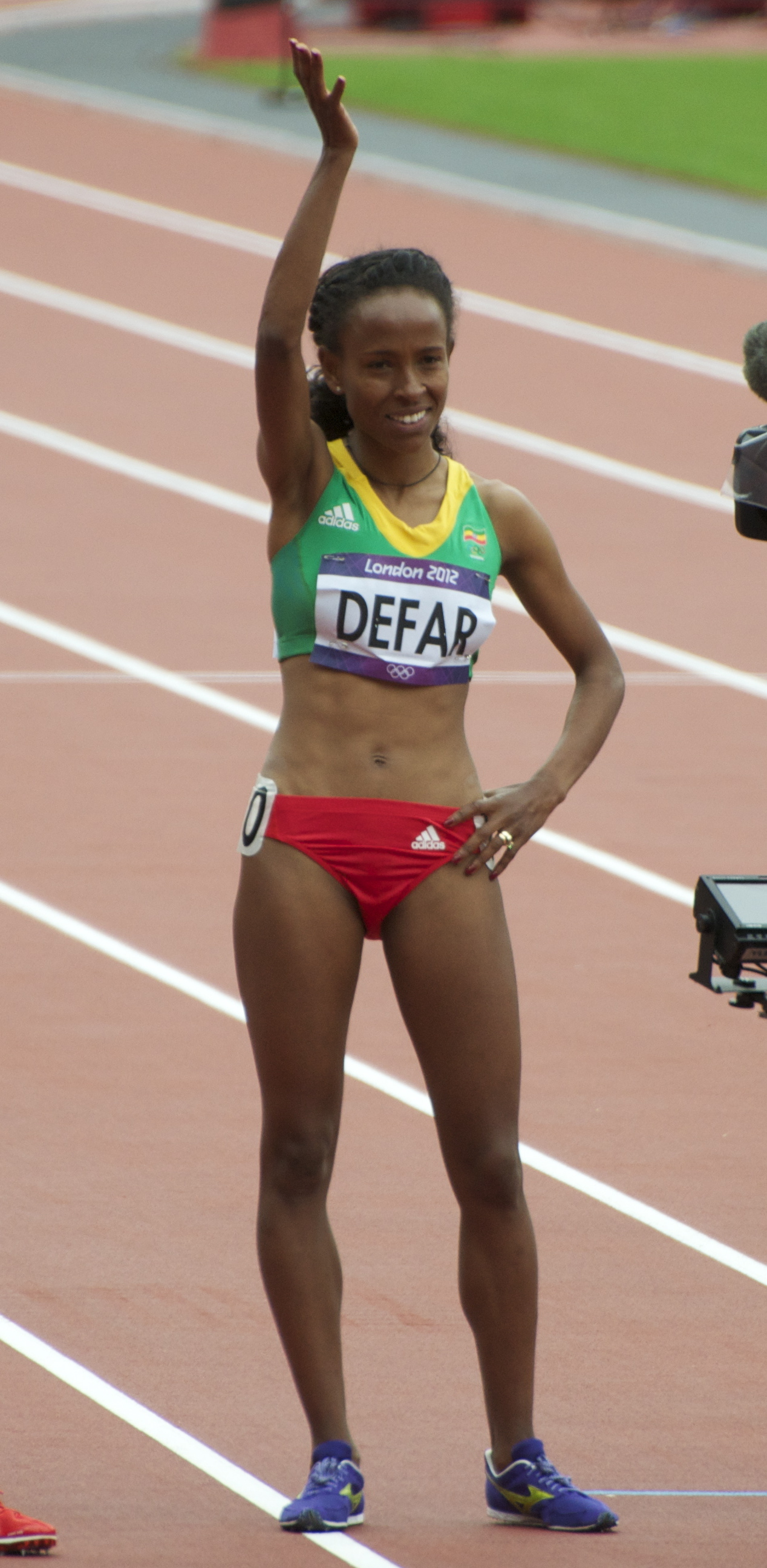
مسرت دفار در المپیک لندن

| نوع       | مسافت       | رکورد               | تاریخ | مکان        |
| --------- | ----------- | ------------------- | ----- | ----------- |
| پیست      | ۱۵۰۰ متر    | ۴:۰۲٫۰۰             | ۲۰۱۰  | موناکو      |
| پیست      | ۳۰۰۰ متر    | ۸:۲۴٫۵۱             | ۲۰۰۷  | بروکسل      |
| پیست      | دو مایل     | ۸:۵۸٫۵۸ رکورد جهان  | ۲۰۰۷  | بروکسل      |
| پیست      | ۵۰۰۰ متر    | ۱۴:۱۲٫۸۸            | ۲۰۰۸  | استکهلم     |
| پیست      | ۱۰۰۰۰ متر   | ۲۹:۵۹٫۲۰            | ۲۰۰۹  | اورگن       |
| داخل سالن | ۳۰۰۰ متر    | ۸:۲۳٫۷۲ رکورد جهان  | ۲۰۰۷  | بروکسل      |
| داخل سالن | دو مایل     | ۹:۰۶٫۲۶ رکورد جهان  | ۲۰۰۹  | پراگ        |
| داخل سالن | ۵۰۰۰ متر    | ۱۴:۲۴٫۳۷ رکورد جهان | ۲۰۱۱  | استکهلم     |
| جاده      | ۱۰ کیلومتر  | ۳۲:۰۸               | ۲۰۱۰  | سن خوان     |
| جاده      | نیمه ماراتن | ۶۷:۲۵               | ۲۰۱۳  | نیو اورلئان |